# Robert Austerlitz
Robert Austerlitz (Bukarest, 1923. december 13. – New York, 1994. szeptember 9.) román-amerikai nyelvész.
1938-ban emigrált az Amerikai Egyesült Államokba. Egyetemi tanulmányait a Ford Alapítvány anyagilag támogatta.